# The Biographical Treasury
The Biographical Treasury, A Dictionary of Universal Biography (London 1854) är en referensbok skriven och utgiven av den brittiske författaren Samuel Maunder. Den innehåller biografier upplagda i alfabetisk ordning. En detaljerad litteraturförteckning finns i slutet av boken.